# 弗朗西斯·戈登·艾伯特·斯通
弗朗西斯·戈登·艾伯特·斯通（英語：Francis Gordon Albert Stone，1925年5月19日—2011年4月6日），皇家学会院士（FRS）,英国皇家化学会会士（FRSC），大英帝国司令勋章（CBE）获得者，杰出的英国化学家。
1925年出生于英国德文郡的埃克塞特，是文职公务员Sidney Charles Stone的独子，1948年剑桥大学本科毕业，1951年从剑桥大学取得博士学位，博士导师是Harry Julius Emeléus。

## 早年经历
弗朗西斯·戈登·艾伯特·斯通的父母原本希望他成为会计师，但是由于在中学期间化学就是斯通成绩最好的学科，并且那时的斯通已经对一些简单化合物的合成、分析产生了强烈的兴趣爱好，所以他最初是希望去伦敦的伦敦帝国学院或者是国王学院学习化学，但是由于斯通的考试成绩未达到这两所学校的要求，两所学校均未录取他。最终通过一年的努力在学习了拉丁文之后，于1945年10月进入剑桥大学基督学院学习，1948年毕业。考虑自己对物理化学和有机化学均没有很强的兴趣，斯通选择了无机化学作为自己的博士研究方向。Harry Emeléus的讲座激发了斯通的研究热情。Emeléus在二战期间参与了美国的曼哈顿计划,二战结束后回到英国成立了自己的研究小组，最初的研究方向是有机氟化学（fluorine chemistry）。

## 学术研究生涯
从剑桥大学基督学院博士毕业之后,他以福布莱特学者（Fulbright Scholar）的身份在南加利福尼亚大学与Anton Burg合作进行他的博士后研究。